# Victorinox
Victorinox és una empresa de navalles, amb seu al poble d'Ibach a Suïssa. La companyia es va fundar el 1884. És coneguda, sobretot, per les anomenades "navalles suïsses", amb multitud de petites eines plegables.

## Galeria

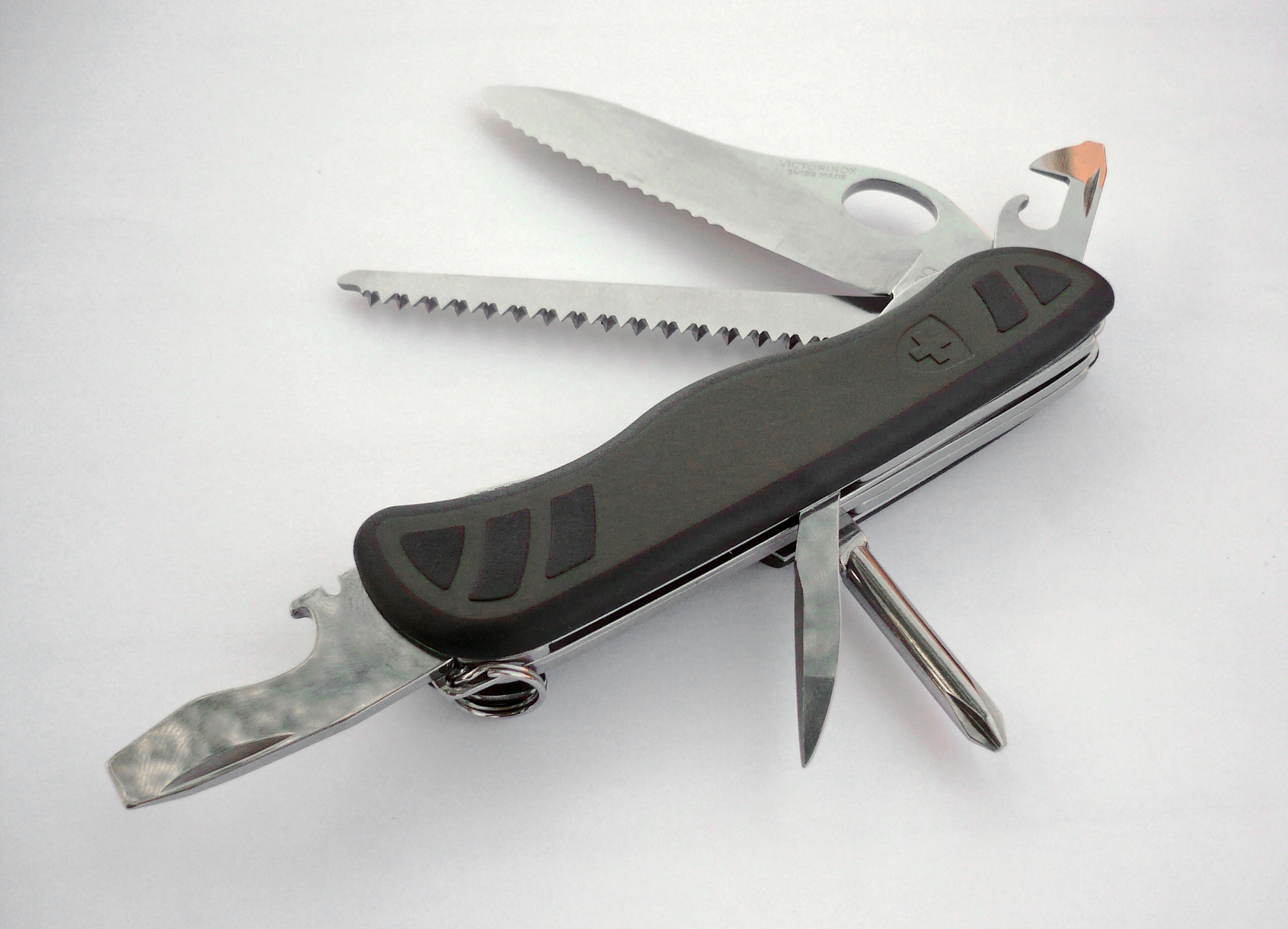
Victorinox Swiss Army knife
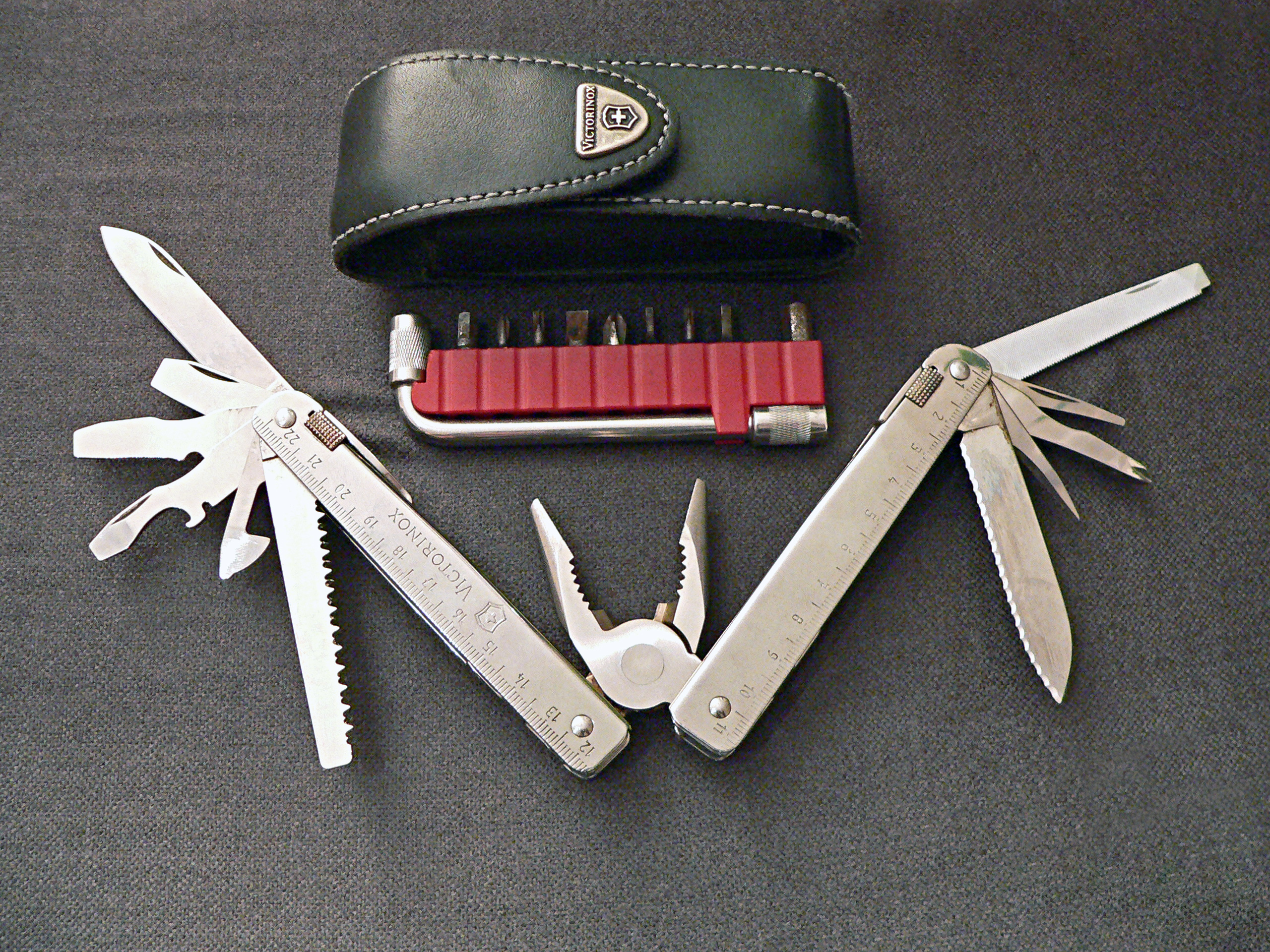
Victorinox Multitool mit Bits.
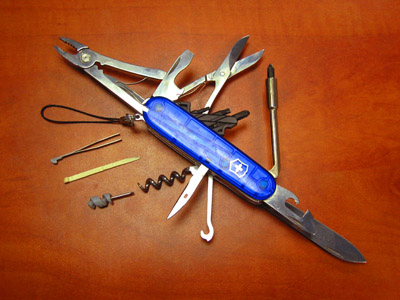
Victorinox Cybertool mit blauen Griffschalen.
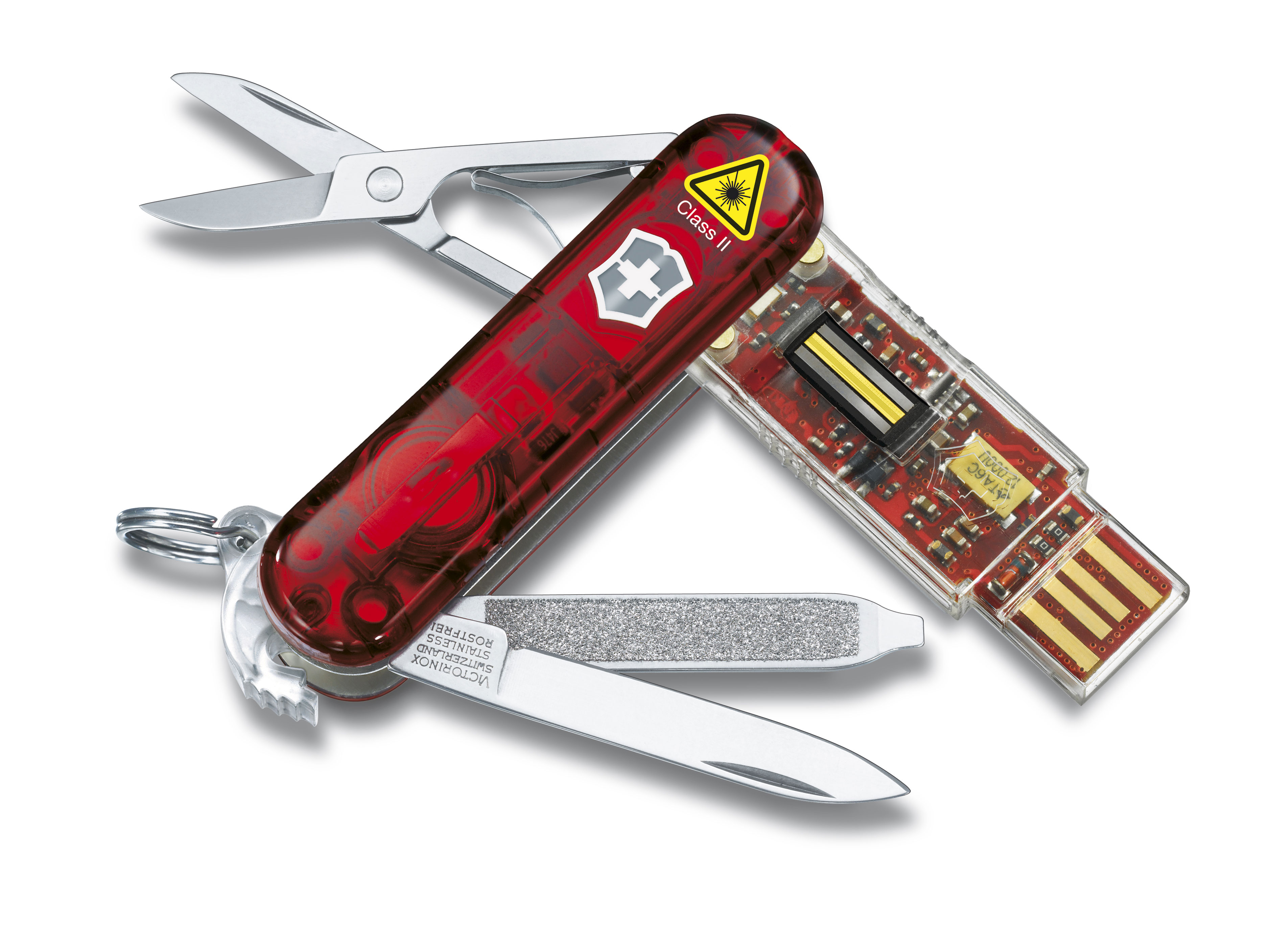
Victorinox Presentation Master
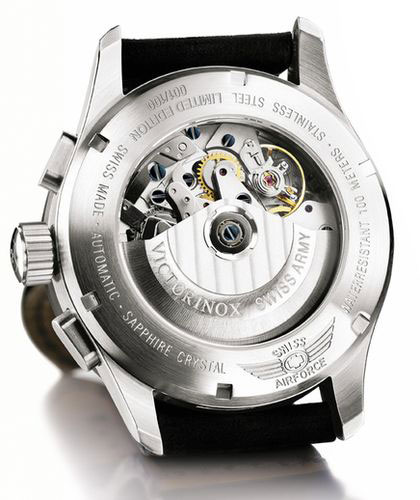
Victorinox Automatik Uhr.